# Raimo Vistbacka
Raimo Vistbacka (ur. 19 października 1945 w Kauhavie) – fiński polityk, policjant i prawnik, poseł do Eduskunty, w latach 1989–1990 minister transportu, pierwszy przewodniczący partii Prawdziwi Finowie.

## Życiorys
Kształcił się w szkołach policyjnych, uzyskał również magisterium z prawa. Zawodowo do 2005 był związany z fińską policją.
Zaangażował się również w działalność polityczną w ramach Fińskiej Partii Wiejskiej (SMP). W drugiej połowie lat 80. działał w samorządzie gminy Alajärvi. W 1987 po raz pierwszy uzyskał mandat posła do Eduskunty, z powodzeniem ubiegał się o reelekcję w wyborach w 1991. Od października 1989 do sierpnia 1990 sprawował urząd ministra transportu w rządzie, którym kierował Harri Holkeri. Na początku lat 90. objął funkcję przewodniczącego SMP. W 1995 został deputowanym jako jedyny przedstawiciel tej partii. W tym samym roku współtworzył nowe ugrupowanie pod nazwą Prawdziwi Finowie, przewodniczył mu do 1997, kiedy to zastąpił go Timo Soini. W 1999, 2003 i 2007 ponownie wybierany do parlamentu, zasiadał w nim do 2011.